# Saint-Martin-sur-Ocre, Loiret
Saint-Martin-sur-Ocre, Loiret là một xã trong tỉnh Loiret, vùng Centre-Val de Loire bắc trung bộ nước Pháp. Xã này nằm ở khu vực có độ cao từ 122-191 mét trên mực nước biển.